# Chanteclerhatt

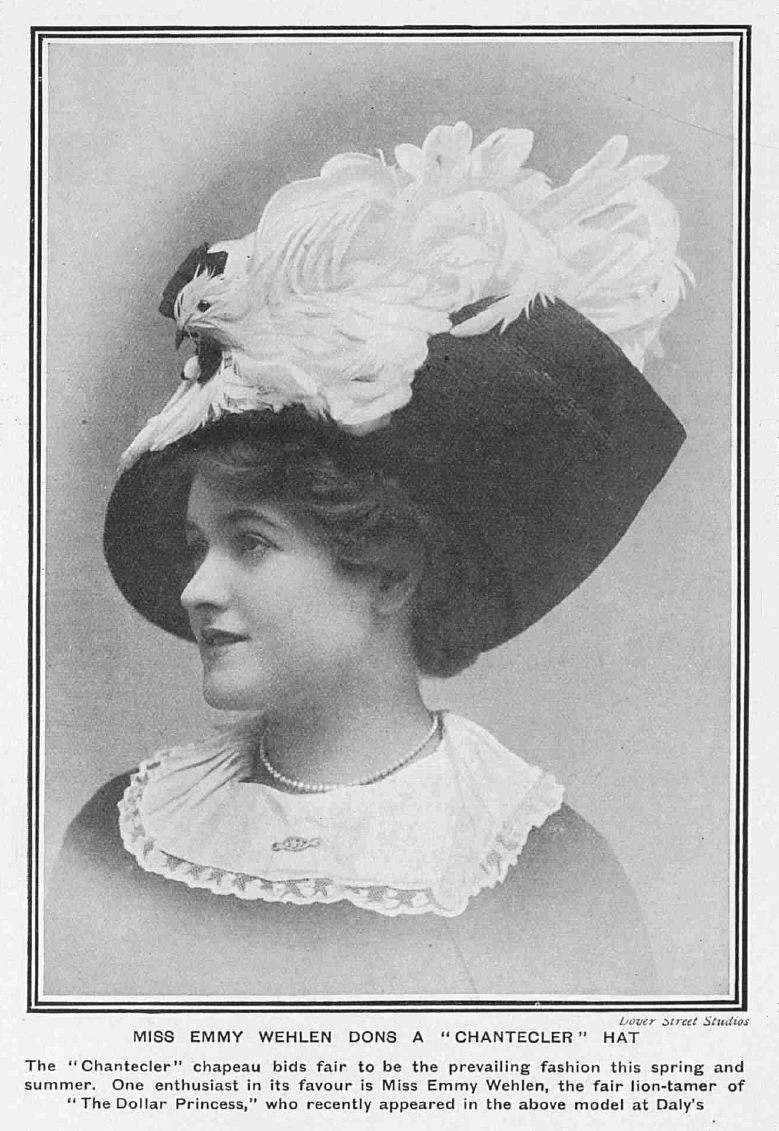
Emmy Wehlen i en chanteclerhatt.

Chanteclerhatt är en hatt som var på modet under 1900-talets början. Hatten tillkom efter framgångarna med Edmond Rostands pjäs Chantecler, en pjäs om en tupp. Hatten är inspirerad av tuppens utseende, och består av en yppig fjäderskrud ur vilken ett fågelhuvud, helst rött, sticker upp. Detta pryds av ägretter och paradisfågelstjärtar. Chanteclerhatten förekom även i vitt.
Chanteclerhatten var populär bland kvinnor i Paris vid tiden kring Chanteclers uruppförande, 1910. Enligt en artikel i Svenska Dagbladet från 1909 går "parisiskan just nu runt klädd i chanteclerhatten, en modeskapelse som är ganska dyr. 400 franc får anses som ett ganska billigt pris."
En artikel från en tidning i Melbourne beskriver 1910 hur skådespelerskan Ethel Forsyth, som bar en chanteclerhatt för en uppsättning av pjäsen The Arcadians, testade att ta en promenad med hatten på stan. Hundratals personer ska då ha samlats kring och förföljt Ethel Forsyth, till den grad att hon var tvungen att smita ut bakvägen från en affär. Hon drog då slutsatsen att det inte gick att införa chanteclerhatten i Melbourne, trots att den var så populär i Paris och London.
Svenska Dagbladet återberättar också i april 1910 hur en kvinna i Genève burit en modern och oerhört stor chanteclerhatt, krönt med en uppstoppad tupp. En folkhop ska då ha förföljt henne, varpå hon förirrat sig in i en mörk gränd – där hon blev räddad av polisen. På grund av uppståndelsen hade spårvagnstrafiken i Genève varit tvungen att ställas in under en timme.
En amerikansk tidskrift konstaterar att hatten förmodligen har gjort Edmond Rostand mer känd än pjäsen i sig själv, och att chanteclerhatten var den största kvinnliga modesensationen under påsken 1910.